# Alvéole (géographie)
Pour les articles homonymes, voir Alvéole.

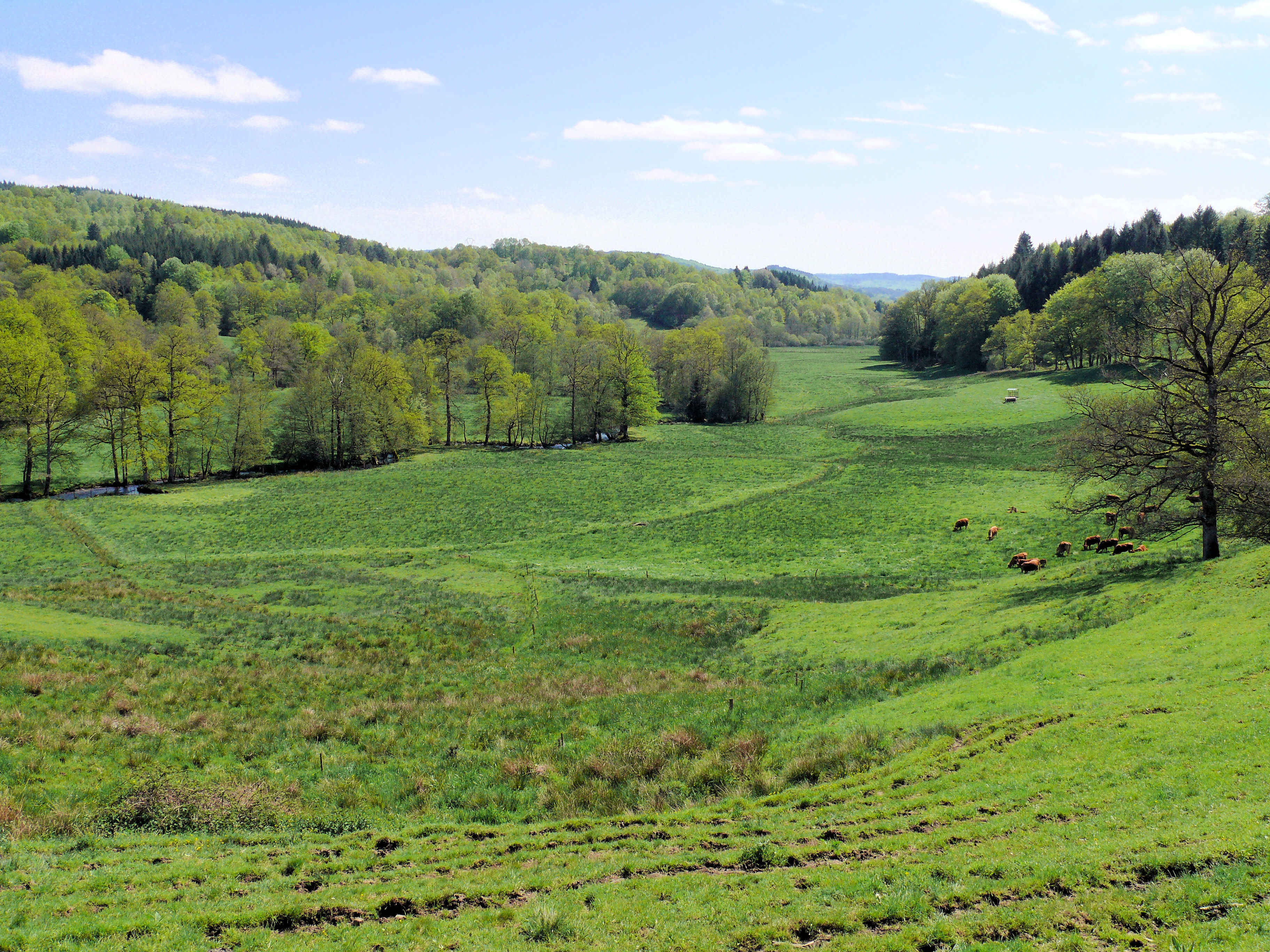
Modelé alvéolaire ouvert en Creuse.

En géographie et géomorphologie, un alvéole est une forme de relief, caractérisée par une cuvette évasée aux contours sinueux, qui associe un fond plat souvent humide (tourbière), un replat cultivé en bas de pente et des versants formant une cloison périphérique. On parle d'ailleurs également de « modelé alvéolaire ».
Ce modelé est typique des régions granitiques humides, comme le Massif central ou le Massif armoricain, où l'érosion lente est favorisée dans les entailles et reliefs concaves, et où le sous-sol rocheux facilite la rétention d'eau.
Le géographe Bernard Valadas a décrit l'alvéole comme une cuvette leucogranitique dont le fond plat est fait de granite à biotite.